# Ловци събирачи
Ловци събирачи е общество, при което основното средство за препитание е директното набавяне, сдобиване и т.н. на растения и месо от животни (лов) от природата. Съответно лов и събирателство е методът за препитание благодарение на ядивни растения, плодове и ловуване на животни от дивата природа.
Първите представители на съвременния човек (Homo sapiens recens) се появяват в Близкия Изток и Северна Африка преди около 90 000 години. Те са съвременници на последните хора от вида Homo sapiens neandertalensis и постепенно ги изместват.
Преди повече от 30 000 години възникването и по-късно разцветът на художествените умения свидетелстват за развитие на символното мислене. Групите ловци от горния палеолит са наследници на дълъг опит и познават до съвършенство възможностите на своята територия и начина на живот на дивеча: тревопасни, живеещи на стада (северни елени) или като самци (елени), хищници, дребни бозайници, птици.
Те се приспособяват към сезонните миграции на северните елени, които са важен източник на месна храна. Използват се всички части на това полезно животно: от кожите, които щавят с червена охра, се правят дрехи, платнища за палатки или съдове; от рогата – оръдия (шила, копиемети, прътове с отвор); а сухожилията и червата служат за прикрепване на дръжки към сечивата и оръжията; пробитите зъби се превръщат в накити.